# Civry-la-Forêt
Civry-la-Forêt település Franciaországban, Yvelines megyében. Lakosainak száma 369 fő (2022. január 1.). Civry-la-Forêt Boissets, Gressey, Montchauvet, Mulcent, Orvilliers, Richebourg és Tilly községekkel határos.

## Népesség
A település népességének változása:
| Lakosok száma | 366  | 347  | 342  | 335  | 335  | 332  | 344  | 357  | 369  |
|               | 2013 | 2015 | 2016 | 2017 | 2018 | 2019 | 2020 | 2021 | 2022 |